# 塩野谷九十九
塩野谷 九十九（しおのや つくも、1905年10月12日 - 1983年6月4日）は、日本の経済学者。名古屋大学名誉教授。
ケインズ経済学研究の権威で、ケインズの著書『雇用・利子および貨幣の一般理論』の初代翻訳者（1941年）。

## 来歴・人物
愛知県出身。1926年名古屋高等商業学校（現名古屋大学経済学部）卒業、1930年東京商科大学（現一橋大学）卒業（高垣寅次郎門下）。1931年横浜市立横浜商業専門学校（現横浜市立大学）教授。1934年叙正七位。
1943年名古屋高等商業学校教授。1948年名古屋大学法経学部経済原論講座担任教授。1956年金融制度調査会臨時委員。1958年名古屋大学経済学部長。1959年公認会計士審査会試験委員。1965年名古屋大学経済学部長、日本学術会議会員。
1969年南山大学教授。1971年南山大学図書館長。1974年外務公務員採用上級試験委員。1975年勲二等旭日重光章受章。1983年従三位。
伊東政吉（一橋大学名誉教授）、木村吉男（名古屋市立大学名誉教授）、飯田経夫（名古屋大学名誉教授）、松永嘉夫（元早稲田大学教授）、水谷研治（エコノミスト）、清水義之 (実業家)（元十六銀行頭取）、花田実（元岐阜銀行頭取）、田中博秀（元労働省労働研修所所長）は塩野谷ゼミ出身。
一橋大学を追われた水田洋（名古屋大特別教授、日本学士院会員）を名古屋大学に招いた。
元一橋大学学長で文化功労者の塩野谷祐一は子。『雇用・利子および貨幣の一般理論』は、1983年に塩野谷祐一により改訳された。

## 著書・訳書
- 1948年 ケインズ経済学の展開
- 1948年 アメリカ経済の発展
- 1949年 雇傭・利子及び貨幣の一般理論（J.M.ケインズ）
- 1951年 経済発展と資本蓄積
- 1952年 所得―経済学入門（A.C.ピグウ）
- 1953年 原典ケインズ「一般理論」解説
- 1954年 ケインズ伝〈第1〉（R.F.ハロッド）
- 1954年 ケインズ伝〈第2〉（R.F.ハロッド）
- 1954年 インフレーション―その型と政策（ベント・ハンセン）
- 1955年 雇傭・利子および貨幣の一般理論（J.M.ケインズ）
- 1957年 ケインズ入門―人・学説・政策（S.E.ハリス）
- 1957年 各国銀行制度概観〈下巻〉
- 1962年 近代経済学―巨視的理論の展開
- 1963年 経済構造と経済政策―酒井正三郎博士還暦記念論文集
- 1963年 ケインズ『一般理論』―原典解説
- 1965年 ユーロ・ダラー（ポール・アインチッヒ）
- 1966年 経済成長と金融
- 1967年 ケインズ伝 上巻 改訳版（R.F.ハロッド）
- 1967年 ケインズ伝 下巻 改訳版（R.F.ハロッド）
- 1967年 金融政策と物価水準（金融問題研究会モノグラフ〈4〉）
- 1968年 ケインズ入門（現代教養文庫）
- 1968年 ケインズ時代―ニュー・エコノミックスの勝利（ロバート・リーキャッシュマン）
- 1969年 マクロ経済学（現代経済学教科書〈下〉）
- 1969年 ミクロ経済学（現代経済学教科書〈上〉）
- 1974年 貨幣―歴史・理論・政策（R.F.ハロッド）
- 1975年 イギリスの金本位復帰とケインズ（清明会新書〈6〉）